# Arthroleptis francei
Arthroleptis francei es una especie de anfibios de la familia Arthroleptidae.
Es endémica de Malaui.
Sus hábitats naturales son bosques tropicales o subtropicales secos y a baja altitud, montanos secos tropicales o subtropicales, praderas subtropicales o tropicales a gran altitud y plantaciones.
Está amenazada de extinción por la pérdida de su hábitat natural.